# Громовий Віктор Володимирович
Віктор Володимирович Громовий (нар. 1 лютого 1963, Нова Прага) — український педагог, Заслужений вчитель України, багаторічний голова Кіровоградської міської Асоціації керівників шкіл, віце-президент Асоціації директорів відроджених гімназій України. У минулому — член правління Товариства «Знання».

## Життєпис
Батьки — Володимир Сергійович та Віра Захарівна. Ще в юнацькі роки захоплювався історією, зокрема України та Болгарії. Став переможцем радіоконкурсу «Чи знаєш ти Болгарію?». Із шкільних років долучився до громадської роботи, а розпочавши роботу в школі, бере участь у громадсько-педагогічному русі (віце-президент Асоціації «Відроджені гімназії України», голова міської організації Асоціації керівників шкіл України).
Після закінчення Новопразької середньої школи вступив на історичний факультет Кіровоградського педінституту. У педінституті виділився як переможець конкурсу молодих лекторів. Згодом, у 1985 p., здобув перше місце на рівні республіки в лекторському конкурсі, який проводило товариство «Знання». Долучився до просвітницької роботи. Його улюблену тему виступу «Радянська воєнна загроза: міфи і реальність» досі пам'ятають сотні слухачів. Віктор Володимирович активно працював у молодіжному лекторії обласної організації товариства «Знання», який знаходився на центральній площі м. Кіровограда. Ще будучи студентом, викладав історію та географію в Кіровоградській вечірній школі № 6.
Після закінчення з відзнакою інституту впродовж шести років був заступником директора з виховної роботи тоді «зразково-показової» Созонівської середньої школи Кіровоградського району.
У 1992 році Віктор Громовий закінчив аспірантуру Інституту соціології Національної академії наук України і того ж року очолив відроджену на базі колишньої Кіровоградської школи № 5 гімназію імені Тараса Шевченка, отримавши можливість реалізувати на практиці власний освітній проект відновлення роботи славетної Єлисавеградської гімназії(працював директором гімназії до червня 2005 року).
У квітні 2001 року Віктор Громовий став переможцем Всеукраїнського конкурсу «Вчитель року» в номінації «Керівник навчального закладу» і, як це передбачалось умовами конкурсу, отримав звання «Заслужений учитель України».
Віктор Володимирович Громовий — ініціатор створення і багаторічний голова Кіровоградської міської Асоціації керівників шкіл, віце-президент Асоціації директорів відроджених гімназій України.
З 1998 р. — депутат Кіровоградської обласної ради трьох скликань. Як член депутатської комісії з питань освіти, культури, науки, спорту, молодіжної політики та у справах сім'ї він розробляв ряд регіональних та міських програм розвитку освіти, проводив різноманітні дослідження стану гуманітарної сфери регіону, організовував кілька Всеукраїнських науково-практичних конференцій («Гімназійна освіта: минуле і сучасність», (1993), «Елітарна освіта у кризовому суспільстві: шляхи становлення та виживання», (1996) та громадських слухань «Муніципальна система освіти як фактор розвитку міста», (1998), «Рідне місто як колективний спосіб існування та форма духовного життя», (2002).
Від 2006 року — до сьогодні — голова Координаційної ради Асоціації лідерів освіти України (АЛОУ). Від 2014 року — головний редактор порталу Освітня політика

## Творчий доробок
Закінчив школу освітнього менеджменту при Амстердамському університеті (Нідерланди), є одним з авторів посібника з менеджменту освіти.
Віктор Громовий— відомий науковець, автор двох підручників, трьох збірок та близько 500 статей з проблем сучасної освіти, політології та соціології. Постійно друкується у провідних українських та деяких закордонних періодичних виданнях (газетах «Дзеркало тижня», «Управління освітою», «Директор школи», «Первое сентября», журналах «Шлях освіти», «Рідна школа» тощо).
У 1997 році Віктор Володимирович був доповідачем від України на III з'їзді Міжнародної конфедерації керівників шкіл (ІСР) у м. [Бостоні, США].
За українсько-шведською програмою «Ольга» вивчав у Швеції освітні аспекти формування гендерно-збалансованого суспільства, став організатором тато школи в м. Кіровограді. Учасник українсько-нідерландської програми UDEM (Україна-Нідерланди: освіта і менеджмент), стажувався з проблематики громадянської освіти у США за програмою «Партнери в освіті» (2002), за програмою «Розвиток середньої освіти» Японської агенції з міжнародного розвитку (JICA) у Японії (2002), за програмою МАШАВ в Ізраїлі (2003), за тематикою євроатлантичної інтеграції в Польщі (2006) та Німеччині (2007).
Видав низку книг та мультимедійних посібників: «Реформи проти реальності», Випуск 1-2(1997), «Єлисаветградська гімназія»(1997), «Мистецтво живого слова»(1999), «Школа, школа…»(2004), «Як зробити помаранчеву школу» (2006), мультимедійних посібників «Школа, яка не школа. Випуск 1-3(2008–2011)», мультимедійних посібників «Освіта по-американськи», Випуск 1-2 (2009–2011) та інші.
Є упорядником видання «Біла книга (Сили змін та вектори руху до нової освіти України)», м. Київ: Міжнародний благодійний фонд «Україна—3000», 2009,— 156с.
Біла книга була представлена Віктором Громовим на семінарі на «Освітня політика і рівні освітні можливості», який проводив Інститут Відкритого суспільства у столиці Албанії Тирана(18-21 березня 2010 року).
Автор 5 фільмів «Американська школа», «Японська школа», «Шведська школа», «Ізраїльська школа», «Німецька школа».